# Elizaphan Ntakirutimana
Elizaphan Ntakirutimana (Kibuye, Rwanda, 1924 - Arusha, Tanzania, 22 januari 2007) was een dominee van de zevendedagsadventisten in Rwanda.
In februari 2003 werden Ntakirutimana en zijn zoon Gérard door het Rwanda-tribunaal schuldig bevonden aan het plegen van genocide in Rwanda in 1994. Het tribunaal vond het boven redelijke twijfel verheven dat Ntakirutimana gewapende aanvallers naar het Mugonero-complex transporteerde waar ze honderden Tutsi-vluchtelingen vermoordden. Ntakirutimana werd veroordeeld tot tien jaar gevangenschap. Op 6 december 2006 werd hij vrijgelaten.
Elizaphan Ntakirutimana overleed op 22 januari 2007.